# Dianik Zurakowska
Dianik Zurakowska (eigentlich Dyanik Zurakowska, * 22. März 1947 in Elisabethville, Belgisch-Kongo; † 24. Januar 2011 in Vélez-Málaga) war eine belgische Schauspielerin.
Zurakowska begann 1965 mit La llamada eine Karriere als Filmschauspielerin auf dem europäischen Kontinent, hauptsächlich und beginnend in Spanien. Bis Ende der 1970er Jahre trat sie in rund vierzig Genrefilmen gerade gängiger Produktion wie Horrorfilmen, Komödien, Italowestern und Agentenfilmen auf. Als Liebeslohn des Hauptdarstellers, Farmerstochter oder junge Ehefrau spielte sie unter verschiedensten Schreibweisen ihres Namens (vor allem des Vornamens) und unter dem Pseudonym Barbara Carson. Nach einem Auftritt in der französischen Fernsehserie Maigret 1977 verließ sie die Branche.
2011 starb sie vergessen nach einer Lungenkrebsdiagnose.

## Filmografie (Auswahl)
- 1965: La llamada
- 1965: Confidencias (Fernsehserie, 2 Folgen)
- 1966: Atom-Alarm Planquadrat goldene 7 (Técnica de un espia)
- 1966: Kopfgeld: Ein Dollar (Navajo Joe)
- 1967: Bang Bang Kid
- 1967: Dos cruces en Danger Pass
- 1967: Sein Steckbrief ist kein Heiligenbild (El hombre que mató a Billy el Niño)
- 1967: Die Vampire des Dr. Dracula (La marca del hombre lobo)
- 1968: An den Galgen, Bastardo (¿Quien grita venganza?)
- 1968: Einer nach dem anderen – ohne Erbarmen (Uno a uno sin piedad)
- 1968: Ein Schuss zuviel (Dos hombres van a morir)
- 1969: 20.000 dólares por un cadáver
- 1970: Los rebeldes de Arizona
- 1972: Zwei Mädchen von der Revue (Dos chicas de revista)
- 1973: Der Totenchor der Knochenmänner (La orgia de los muertos)
- 1974:	Fluchtpunkt Marseille (The Marseille Contract)
- 1976: Brust oder Keule (L'Aile ou la cuisse)